# Adlène Khattali
Adlène Moatez Khattali, né le 18 janvier 2003, est un céiste tunisien.

## Carrière
Avec son frère Ghailene Khattali, Adlène Khattali remporte la médaille d'argent en C2 500 mètres aux championnats d'Afrique de course en ligne 2023, se qualifiant ainsi pour les Jeux olympiques d'été de 2024 à Paris. Il est aussi lors de ces championnats médaillé d'or en C1 200 mètres, médaillé d'or en C2 200 mètres et médaillé d'argent en C2 1 000 mètres.